# هانز أيغون هولتهوسن
هانز أيغون هولتهوسن (بالألمانية: Hans Egon Holthusen)‏ (1913 - 1997)، هو أديب وكاتب ألماني. يعتبر واحداً من أبرز المبدعين الألمان.
ولد في 15 أبريل 1913م في مدينة رندسبورغ نما وترعرع في هيلدسهايم، ثم درس الأدب الألماني والتاريخ والفلسفة في جامعات ميونيخ وبرلين وتوبيتجن، ونال درجة الدكتوراه عن رسالة اعدها حول أديب ألمانيا الكبير ريلكه، وبعد انتهاء الحرب العالمية الثانية غادر بلاده إلى الولايات المتحدة الأمريكية وعمل أستاذاً في جامعتها، وظل بها حتى كُلف في مطلع الستينيات من القرن العشرين الإشراف على مركز غوته الألماني في نيويورك، وحين عاد إلى بلاده ألمانيا انتخب عام 1968م رئيسا لجمعية الفنون الجميلة في بافاربا، وعضواً في جمعية الفنون البولونية. له العديد من المؤلفات وكان قد فرغ وقته في السنوات الأخيرة من حياته للكتابة في الصحف والمجلات الفكرية والثقافبة. توفي في ميونيخ يوم 21 يناير 1997).

## من مؤلفاته
له العديد من المؤلفات منها:
- «موضوعات شعرية»
- «الإنسان المشرد»
- «سنوات المتاهة»
- «نعم ولا»
- «الجمال والحقيقة»
- «مرافعة من أجل الأفراد»
- وكتب أخرى...

وكان قد فرغ وقته في السنوات الأخيرة من حياته للكتابة في الصحف والمجلات الفكرية والثقافبة.

## وصلات خارجية
- هانز أيغون هولتهوسن على موقع مونزينجر (الألمانية)
- هانز أيغون هولتهوسن على موقع ميوزك برينز (الإنجليزية)